# Simon Callow
Simon Phillip Hugh Callow (n. Streatham, de Londres, 15 de junio de 1949), conocido como Simon Callow, es un actor, escritor y director de teatro, cine y televisión británico. En los honores de Cumpleaños de 1999 de la reina Isabel II fue nombrado Comandante de la Orden del Imperio Británico (CBE) por sus labores a la actuación.

## Biografía
Nació en Londres en 1949. Hijo de Yvonne María de Guisa, una secretaria, y Neil Francis Callow, un empresario. Su padre era de ascendencia francesa y su madre era de ascendencia danesa y alemana.  Su padre se fue cuando Simón tenía dieciocho meses y fue criado por su madre y sus abuelas. Él y su madre viajaron a Rodesia del Norte (ahora llamada Zambia) cuando él tenía nueve años para intentar reconciliarse con su padre. Esto no sucedió y Callow fue enviado durante tres años a un internado en Sudáfrica. Él y su madre regresaron a Gran Bretaña cuando él tenía doce años. Fue criado como católico. Callow fue estudiante en la Escuela de Oratoria de Londres en el oeste de Brompton y luego pasó a estudiar brevemente en la Queen's University de Belfast en Irlanda del Norte, donde participó activamente en el movimiento de liberación gay. Dejó su carrera después de un año para tomar un curso de actuación de tres años en el Drama Centre London.

## Carrera
Hizo su primera aparición en el cine en la película Amadeus, de 1984 (donde interpretó al amigo de Mozart, Emanuel Schikaneder, papel que también había desempeñado en la producción original, en el «Royal National Theatre»). Desde entonces, ha aparecido en la mayor parte de sus películas como secundario.
Cabe destacar sus papeles en Una habitación con vistas (1986), Cuatro bodas y un funeral (1994) o Shakespeare in Love (1998), por lo que se le recompensó a él y al resto del reparto con un Premio del Sindicato de Actores al mejor reparto.
Apareció en la popular serie Agatha Christie's Poirot. Participó en En tierra de nadie (2001) y en El fantasma de la ópera (2004). También interpretó el papel de Charles Dickens en el tercer episodio de la primera temporada de la serie británica Doctor Who.
En el 2008, desempeñó el papel de psiquiatra en la producción Equus, de Peter Shaffer, en el Festival de Teatro de Chichester. Ese mismo año, protagonizó al profesor Haddo, como la reencarnación de Aleister Crowley, en Chemical Wedding, escrita por Bruce Dickinson, cantante de Iron Maiden, y Julian Doyle, quien fue también el director.
En el 2009, actuó como Pozzo en la producción de Sean Mathias de Esperando a Godot, de Samuel Beckett, junto a Ian McKellen (Estragón) y Patrick Stewart (Vladimir). Su recorrido en el Royal National Theatre y el Teatro Haymarket se prolongaron debido a una demanda. También ha escrito las biografías de Orson Welles y de Charles Laughton.
En el 2015, se unió al elenco recurrente de la serie Outlander, donde dio vida a Clarence Marylebone, el Duque de Sandringham, hasta el decimoprimer episodio de la segunda temporada en el 2016, después de que su personaje fuera asesinado. En 2023, fue elegido para aparecer en la película Doctor Jekyll.

## Vida personal
Callow fue uno de los primeros actores en declarar públicamente su homosexualidad, y lo hizo en su libro de 1984 Being An Actor. Ocupó el puesto 28 en la lista de 2007 de The Independent de los hombres y mujeres homosexuales más influyentes del Reino Unido. Se casó con Sebastián Fox en junio del 2016.

## Filmografía

### Cine
| Año                | Película                                                | Papel                             | Notas         |
| ------------------ | ------------------------------------------------------- | --------------------------------- | ------------- |
| 1984               | Amadeus                                                 | Emanuel Schikaneder / Papageno    |               |
| 1985               | The Good Father                                         | Mark Varda                        |               |
| 1985               | A Room with a View                                      | Sr. Beebe                         |               |
| 1987               | Maurice                                                 | Sr. Ducie                         |               |
| 1988               | Manifesto                                               | Jefe de policía Hunt              |               |
| 1990               | Postcards from the Edge                                 | Simon Asquith                     |               |
| 1990               | Mr. & Mrs. Bridge                                       | Dr. Alex Sauer                    |               |
| 1991               | The Ballad of the Sad Cafe                              | N/A                               | Director      |
| 1992               | Howards End                                             | Músico                            | Cameo         |
| 1992               | Soft Top Hard Shoulder                                  | Eddie Cherdowski                  |               |
| 1994               | Four Weddings and a Funeral                             | Gareth                            |               |
| 1994               | Street Fighter                                          | A.N. Official                     |               |
| 1995               | England, My England                                     | Charles II                        |               |
| 1995               | Victory                                                 | Zangiacomo                        |               |
| 1995               | Jefferson in Paris                                      | Richard Cosway                    |               |
| 1995               | Ace Ventura: When Nature Calls                          | Vincent Cadby                     |               |
| 1996               | James and the Giant Peach                               | Sr. Grasshopper                   | Papel de voz  |
| 1998               | The Scarlet Tunic                                       | Capitán Fairfax                   |               |
| 1998               | Bedrooms and Hallways                                   | Keith                             |               |
| 1998               | Shakespeare in Love                                     | Sir Edmund Tilney                 |               |
| 1999               | Around the World in 80 Days                             | Phileas Fogg                      | Papel de voz  |
| 1999               | Junk                                                    |                                   |               |
| 1999               | Notting Hill                                            | Él mismo                          | sin acreditar |
| 2001               | No Man's Land                                           | Coronel Soft                      |               |
| 2001               | Christmas Carol: The Movie                              | Ebenezer Scrooge                  | Papel de voz  |
| 2002               | Thunderpants                                            | Sr. John Osgood                   |               |
| 2002               | Merci Docteur Rey                                       | Bob                               |               |
| 2003               | Bright Young Things                                     | Rey de Anatolia                   |               |
| 2004               | George and the Dragon                                   | Rey Edgar                         |               |
| 2004               | The Phantom of the Opera                                | Andre                             |               |
| 2005               | Rag Tale                                                | Rourke                            |               |
| 2005               | The Civilization of Maxwell Bright                      | Mr. Wroth                         |               |
| 2005               | Bob the Butler                                          | Mr. Butler                        |               |
| 2006               | Sabina                                                  | Eugene Bleuler                    |               |
| 2007               | Chemical Wedding                                        | Profesor Haddo / Aleister Crowley |               |
| 2007               | Arn - The Knight Templar                                | Father Henry                      |               |
| 2011               | No Ordinary Trifle                                      | Guy Witherspoon                   |               |
| 2012               | Acts of Godfrey                                         | Godfrey                           |               |
| 2014               | Magician: The Astonishing Life and Work of Orson Welles | Él mismo                          |               |
| 2016               | Golden Years                                            | Royston                           |               |
| 2016               | Viceroy's House                                         | Cyril Radcliffe                   |               |
| 2017               | Hampstead                                               | El juez                           |               |
| 2017               | Victoria & Abdul                                        | Giacomo Puccini                   |               |
| 2017               | The Man Who Invented Christmas                          | John Leech                        |               |
| 2018               | Blue Iguana                                             | Tío Martin                        |               |
| 2024               | Winnie-the-Pooh: Blood and Honey 2                      | Cavendish                         | Posproducción |
| (Fuente: IMDb.com) |                                                         |                                   |               |

### Televisión
| Año                | Trabajo                                | Papel                                     | Notas                                                      |
| ------------------ | -------------------------------------- | ----------------------------------------- | ---------------------------------------------------------- |
| 1975               | Get Some In!                           | Wally                                     |                                                            |
| 1976               | The Sweeney                            | Detective Sergeant                        |                                                            |
| 1980               | Instant Enlightenment Including VAT    | Max                                       |                                                            |
| 1981               | The Man of Destiny                     | Napoleón                                  |                                                            |
| 1981               | W.H.Auden Monologue                    | W.H.Auden                                 |                                                            |
| 1984               | Chance in a Million                    | Tom Chance                                |                                                            |
| 1985               | Honour, Profit and Pleasure            | Handel                                    | Película para televisión                                   |
| 1986               | Dead Head                              | Hugo Silver                               |                                                            |
| 1986               | David Copperfield                      | Sr. Micawber                              |                                                            |
| 1987               | Inspector Morse                        | Theodore Kemp                             | Episodio: "The Wolvercote Tongue"                          |
| 1990               | Old Flames                             | Nathaniel Quass                           |                                                            |
| 1993               | Femme Fatale                           | Vicario Ronnie                            |                                                            |
| 1994               | Little Napoleons                       | Edward Feathers                           |                                                            |
| 1995               | El pasajero clandestino                | Alcalde Owens                             |                                                            |
| 1996               | An Audience With Charles Dickens       | Charles Dickens                           |                                                            |
| 1997               | The Woman in White                     | Count Fosco                               |                                                            |
| 1998               | Trial & Retribution II                 | Rupert Halliday                           |                                                            |
| 2000               | The Mystery of Charles Dickens         | Charles Dickens                           | Telefilme                                                  |
| 2001               | Don't Eat the Neighbours               | Fox & Bear                                |                                                            |
| 2002               | NOVA: Galileo's Battle for the Heavens | Galileo                                   | Documental                                                 |
| 2003               | Angels in America                      | Prior Walter ancestor 2                   | Miniserie                                                  |
| 2004               | Shoebox Zoo                            | Wolfgang the Wolf Hunter the Horse        | 12 episodios                                               |
| 2004               | Agatha Christie's Marple               | Coronel Terence Melchett                  | Episode: "The Body in the Library"                         |
| 2005               | Rome                                   | Publius Servilius Isauricus               | Episodio: "Egeria"                                         |
| 2005, 2011         | Doctor Who                             | Charles Dickens                           | Episodios: "The Unquiet Dead", "The Wedding of River Song" |
| 2006               | Midsomer Murders                       | Dr. Richard Wellow                        | Episodio: "Dead Letters"                                   |
| 2006               | Classical Destinations                 | Narrador                                  |                                                            |
| 2007               | Roman Mysteries                        | Pliny the Elder                           | Episodes: "The Secrets of Vesuvius"                        |
| 2007               | The Company                            | Elihu                                     |                                                            |
| 2007               | How Gay Sex Changed the World          | Él mismo                                  |                                                            |
| 2007               | Trick or Treat                         | Él mismo                                  | 1 episodio                                                 |
| 2008               | The Mr. Men Show                       | Narrador                                  | Documental                                                 |
| 2009               | Lewis                                  | Vernon Oxe                                | Episode: "Counter Culture Blues"                           |
| 2009               | The Sarah Jane Adventures              | Tree Blathereen (Voz)                     | Episodio: "The Gift"                                       |
| 2011               | This is Jinsy                          | Threcker                                  | Episodio: "Nameworm"                                       |
| 2013               | Agatha Christie's Poirot               | Dr. Heinrich Lutz                         | Episodio: "The Labours of Hercules"                        |
| 2014–2016          | Outlander                              | Clarence Marylebone, Duque de Sandringham | 5 episodios                                                |
| 2014               | Plebs                                  | Victor                                    | Episodio: "The Candidate"                                  |
| 2016               | Galavant                               | Edwin the Magnificent                     | Episodio: "World's Best Kiss"                              |
| 2016               | The Rebel                              | Henry Palmer                              | 5 episodios                                                |
| 2016               | The Life of Rock with Brian Pern       | Bennett St John                           | 1 episodio                                                 |
| 2017               | Midsomer Murders                       | Vernon De Harthog                         | Episodio: "The Curse of the Ninth"                         |
| 2018               | Death in Paradise                      | Larry South                               | 1 episodio                                                 |
| 2018               | A Christmas Carol                      | Narrador/Actor                            | BBC4                                                       |
| 2018               | The Dead Room                          | Aubrey Judd                               | BBC4                                                       |
| 2021               | Hawkeye                                | Armand Duquesne III                       | Episodio: "Never Meet Your Heroes"                         |
| 2021-2023          | The Witcher                            | Codringher                                | 2 episodios                                                |
| 2022               | Inside No. 9                           | Dick                                      | Episodio: "The Bones of St Nicholas"                       |
| 2023               | The Cleaner                            | Mr. Abahassine                            | Episodio: "The Clown"                                      |
| 2023               | Dodger                                 | The Archbishop of Canterbury              | Episodio: "Coronation"                                     |
| (Fuente: IMDb.com) |                                        |                                           |                                                            |

## Premios
Premios BAFTA
| Año  | Categoría              | Película                  | Resultado |
| ---- | ---------------------- | ------------------------- | --------- |
| 1994 | Mejor actor de reparto | Cuatro bodas y un funeral | Nominado  |
| 1986 | Mejor actor de reparto | Una habitación con vistas | Nominado  |

Premios del Sindicato de Actores
| Año  | Categoría     | Película            | Resultado |
| ---- | ------------- | ------------------- | --------- |
| 1998 | Mejor reparto | Shakespeare in Love | Ganador   |